# Dia Mundial de Conscientização do Autismo
O Dia Mundial do Autismo, celebrado anualmente em 2 de abril, foi criado pela Organização das Nações Unidas em 18 de dezembro de 2007 para a conscientização acerca dessa questão.

## História
No primeiro evento, em 2 de abril de 2008, o Secretário-Geral da ONU, Ban Ki-moon, elogiou a iniciativa do Catar e da família real do país, um dos maiores incentivadores para a proposta de criação do dia, pelos esforços de chamar a atenção sobre o autismo.
No evento de 2010, a ONU declarou que, segundo especialistas, acredita-se que este transtorno de desenvolvimento atinja cerca de 70 milhões de pessoas em todo o mundo, afetando a maneira como esses indivíduos se comunicam e interagem.
Em 2011, o Brasil teve o Cristo Redentor, no Rio de Janeiro, iluminado de azul nos dias 1 e 2 de abril, além da Ponte Estaiada em São Paulo, os prédios do Senado Federal e do Ministério da Saúde em Brasília, o Teatro Amazonas em Manaus, a torre da Usina do Gasômetro, em Porto Alegre, entre muitos outros. Em Portugal, monumentos e prédios, como a Torre dos Clérigos e a estátua do Cristo Rei em frente a Lisboa também foram iluminados de azul para a data.
Desde 2011, o Cristo Redentor, no Rio de Janeiro, vem se iluminando de azul todo ano para a data.
O tema de 2018 da ONU para a data foi “Empoderando Mulheres e Meninas com Autismo” (“Empowering Women and Girls with Autism”, no original em inglês).
A cor azul é frequentemente associada ao autismo devido às suas conotações de tranquilidade, serenidade e leveza, sentimentos que podem trazer conforto e apoio às pessoas com Transtorno do Espectro Autista (TEA), uma escolha que também reflete a maior prevalência do autismo entre meninos.

## Temas
Anualmente, a cada Dia Mundial de Conscientização do Autismo, um tema é determinado pela ONU.
- 2012: "Lançamento do selo oficial de conscientização da ONU"[17]
- 2013: "Celebrando a capacidade dentro da deficiência do autismo"[18]
- 2014: "Abrindo as Portas para a Educação Inclusiva "[19]
- 2015: "Emprego: a vantagem do autismo"[20]
- 2016: "Autismo e a Agenda 2030: Inclusão e Neurodiversidade "[21]
- 2017: "Rumo à Autonomia e Autodeterminação"[22]
- 2018: " Empoderando mulheres e meninas com autismo"[23]
- 2019: " Tecnologias Assistivas, Participação Ativa"[24]
- 2020: "A transição para a vida adulta"[25]
- 2021: "Inclusão no local de trabalho"[26]
- 2022: "Educação Inclusiva de Qualidade para Todos"[27]
- 2023: "Transformação: Rumo a um Mundo Neuroinclusivo para Todos"[28]
- 2024: "Passando da Sobrevivência para a Prosperidade: Indivíduos autistas compartilham perspectivas regionais"[29]
- 2025: "Promovendo a Neurodiversidade e os Objetivos de Desenvolvimento Sustentável (ODS) da ONU"[30]

## No Brasil
Em 14 de abril de 2018, a então presidente em exercício do Brasil e presidente do Supremo Tribunal Federal, ministra Cármen Lúcia, sancionou a lei que institui o dia 2 de abril como o Dia Nacional de Conscientização sobre o Autismo.